# Breitenfeld (Altmark)
Breitenfeld (Altmark) este o comună din landul Saxonia-Anhalt, Germania.